# Deutsche Wasserball-Liga 2005/06
Die Saison 2005/06 der Deutschen Wasserball-Liga begann am 5. November 2005 mit der Hauptrunde und endete mit dem Gewinn der Meisterschaft durch den SV Cannstatt im Finale über den Titelverteidiger und Rekordmeister Wasserfreunde Spandau 04. Nach dem elfmaligen Altmeister SC Rote Erde Hamm zog auch der neue Meister Cannstatt seine Mannschaft aus finanziellen Gründen aus der Bundesliga zurück.

## Hauptrunde

### Abschlusstabelle
| Pl. | Verein                         | Sp. | S  | U | N  | Tore    | Diff. | Punkte |
| --- | ------------------------------ | --- | -- | - | -- | ------- | ----- | ------ |
| 1.  | SV Cannstatt                   | 18  | 17 | 0 | 1  | 312:119 | +193  | 34:20  |
| 2.  | Wasserfreunde Spandau 04 (M,P) | 18  | 16 | 0 | 2  | 285:102 | +183  | 32:40  |
| 3.  | SV Bayer Uerdingen 08          | 18  | 13 | 2 | 3  | 208:120 | +88   | 28:80  |
| 4.  | ASC Duisburg                   | 18  | 12 | 1 | 5  | 246:146 | +100  | 25:11  |
| 5.  | SG Neukölln Berlin             | 18  | 9  | 0 | 9  | 187:208 | −21   | 18:18  |
| 6.  | SG W98/Waspo Hannover          | 18  | 7  | 2 | 9  | 151:156 | −5    | 16:20  |
| 7.  | SSF Aegir Uerdingen 07         | 18  | 5  | 1 | 12 | 139:198 | −59   | 11:25  |
| 8.  | SC Magdeburg (N)               | 18  | 5  | 1 | 12 | 140:227 | −87   | 11:25  |
| 9.  | SC Rote Erde Hamm              | 18  | 2  | 1 | 15 | 119:250 | −131  | 05:31  |
| 10. | SV Blau-Weiß Bochum            | 18  | 0  | 0 | 18 | 095:356 | −261  | 0:36   |

 Qualifikant Play-off-Halbfinale 
  Qualifikant Play-off-Viertelfinale 
  Qualifikant Play-down-Endrunde 
 (M) amtierender Meister 
 (P) amtierender Pokalsieger 
 (N) Aufsteiger aus der 2. Wasserball-Liga

#### Kreuztabelle
Die Kreuztabelle stellt die Ergebnisse aller Spiele dieser Saison dar. Die Heimmannschaft ist in der linken Spalte aufgelistet und die Gastmannschaft in der obersten Reihe.
| Hauptrunde 5. November 2005 – 20. Mai 2006 | Hauptrunde 5. November 2005 – 20. Mai 2006 | SV Cannstatt | Wasserfreunde Spandau 04 | SV Bayer Uerdingen 08 | ASC Duisburg | SG Neukölln Berlin | SG W98/Waspo Hannover |       | SC Magdeburg | SC Rote Erde Hamm | SV Blau-Weiß Bochum |
| ------------------------------------------ | ------------------------------------------ | ------------ | ------------------------ | --------------------- | ------------ | ------------------ | --------------------- | ----- | ------------ | ----------------- | ------------------- |
| 01.                                        | SV Cannstatt                               |              | 13:80                    | 10:70                 | 14:70        | 16:80              | 10:40                 | 24:70 | 24:30        | 24:50             | 27:30               |
| 02.                                        | Wasserfreunde Spandau 04                   | 10:11        |                          | 11:90                 | 16:12        | 17:60              | 13:50                 | 17:30 | 27:60        | 19:70             | 27:30               |
| 03.                                        | SV Bayer Uerdingen 08                      | 12:90        | 04:12                    |                       | 7:6          | 13:40              | 12:60                 | 12:50 | 10:60        | 18:40             | 19:70               |
| 04.                                        | ASC Duisburg                               | 07:18        | 8:9                      | 9:9                   |              | 17:90              | 13:40                 | 13:50 | 20:20        | 18:60             | 26:40               |
| 05.                                        | SG Neukölln Berlin                         | 05:17        | 04:15                    | 08:14                 | 05:18        |                    | 11:80                 | 16:11 | 12:90        | 19:30             | 26:60               |
| 06.                                        | SG W98/Waspo Hannover                      | 05:10        | 05:13                    | 6:6                   | 4:9          | 9:8                |                       | 11:90 | 10:60        | 13:70             | 15:30               |
| 07.                                        | SSF Aegir Uerdingen 07                     | 11:16        | 02:19                    | 2:7                   | 10:12        | 8:9                | 7:9                   |       | 4:4          | 12:70             | 17:60               |
| 08.                                        | SC Magdeburg                               | 07:20        | 1:9                      | 07:20                 | 11:14        | 09:10              | 12:10                 | 6:9   |              | 14:60             | 18:80               |
| 09.                                        | SC Rote Erde Hamm                          | 05:19        | 02:16                    | 05:16                 | 06:15        | 08:11              | 6:6                   | 4:8   | 6:8          |                   | 15:80               |
| 10.                                        | SV Blau-Weiß Bochum                        | 05:30        | 01:27                    | 03:13                 | 07:22        | 10:16              | 01:21                 | 6:9   | 08:11        | 06:17             |                     |

## Play-down

### Abschlusstabelle
| Pl. | Verein                 | Sp. | S | U | N  | Tore    | Diff. | Punkte |
| --- | ---------------------- | --- | - | - | -- | ------- | ----- | ------ |
| 7.  | SSF Aegir Uerdingen 07 | 0   | 0 | 0 | 0  | 000:000 | ±0    | 0:0    |
| 8.  | SC Magdeburg (N)       | 0   | 0 | 0 | 0  | 000:000 | ±0    | 0:0    |
| 9.  | SC Rote Erde Hamm      | 0   | 0 | 0 | 0  | 000:000 | ±0    | 0:0    |
| 10. | SV Blau-Weiß Bochum    | 24  | 2 | 0 | 22 | 000:000 | ±0    | 04:44  |

 Teilnehmer an der Relegationsrunde 
 (N) Aufsteiger aus der 2. Wasserball-Liga

#### Kreuztabelle
Die Kreuztabelle stellt die Ergebnisse aller Spiele dieser Saison dar. Die Heimmannschaft ist in der linken Spalte aufgelistet und die Gastmannschaft in der obersten Reihe.
| Play-down 25. Mai 2006 – 18. Juni 2006 | Play-down 25. Mai 2006 – 18. Juni 2006 |       | SC Magdeburg | SC Rote Erde Hamm | SV Blau-Weiß Bochum |
| -------------------------------------- | -------------------------------------- | ----- | ------------ | ----------------- | ------------------- |
| 07.                                    | SSF Aegir Uerdingen 07                 |       | 10:60        | 16:50             | :                   |
| 08.                                    | SC Magdeburg                           | :     |              | :                 | 22:14               |
| 09.                                    | SC Rote Erde Hamm                      | :     | 09:10        |                   | 12:90               |
| 10.                                    | SV Blau-Weiß Bochum                    | 11:80 | 11:80        | :                 |                     |

## Play-off

### Viertelfinale
Modus: Best-of-Three
Termine: 25. Mai 2006 (1. Spiel) und 27. Mai 2006 (2. Spiel)
Die erstgenannte Mannschaft hatte nur im 1. Spiel Heimrecht.
| Paarung               | Paarung | Paarung               | 1.    | 2.    | 3.  |
| --------------------- | ------- | --------------------- | ----- | ----- | --- |
| SG W98/Waspo Hannover | –       | SV Bayer Uerdingen 08 | 06:10 | 15:16 | ––– |
| SG Neukölln Berlin    | –       | ASC Duisburg          | 13:17 | 07:20 | ––– |

### Spiel um Platz 5
Termin: 10. Juni 2006 (Berlin)
| Paarung            | Paarung | Paarung               | Ergebnis |
| ------------------ | ------- | --------------------- | -------- |
| SG Neukölln Berlin | –       | SG W98/Waspo Hannover | 8:5      |

### Halbfinale
Modus: Best-of-Three
Termine: 7. Juni 2006 (1. Spiel) und 10. Juni 2006 (2. Spiel) 
Die erstgenannte Mannschaft hatte nur im 1. Spiel Heimrecht.
| Paarung               | Paarung | Paarung                  | 1.    | 2.    | 3.  |
| --------------------- | ------- | ------------------------ | ----- | ----- | --- |
| ASC Duisburg          | –       | SV Cannstatt             | 09:10 | 04:14 | ––– |
| SV Bayer Uerdingen 08 | –       | Wasserfreunde Spandau 04 | 03:15 | 05:11 | ––– |

### Spiel um Platz 3
Termin: 1_. Juni 2006 (Uerdingen)
| Paarung               | Paarung | Paarung      | Ergebnis |
| --------------------- | ------- | ------------ | -------- |
| SV Bayer Uerdingen 08 | –       | ASC Duisburg | 13:8     |

### Finale
Modus: Best-of-Five
Termine: 15. Juni 2006 (Berlin), 17. Juni 2006 (Cannstatt), 18. Juni 2006 (Cannstatt), 21. Juni 2006 (Berlin) und 24. Juni 2006 (Cannstatt)
| Paarung                  | Paarung | Paarung        | 1.  | 2.  | 3.   | 4.   | 5.  |
| ------------------------ | ------- | -------------- | --- | --- | ---- | ---- | --- |
| Wasserfreunde Spandau 04 | –       | SV Cannstatt * | 9:8 | 5:6 | 10:9 | 5:12 | 8:9 |

 Deutscher Meister 
 (*) Nach der gewonnenen Meisterschaft zog der SV Cannstatt seine Mannschaft aus der Bundesliga in die drittklassige Oberliga Baden-Württemberg zurück. Der Verein konnte wegen mangelnder Sponsorengelder seinen 150 000-Euro-Etat für die neue Saison nicht decken.

## Die Meistermannschaft
| 1.                    | SV Cannstatt |
| Logo vom SV Cannstadt | - Tor: Michal Diakonóv - Feldspieler: Florian Naroska, Peter Ambrus, Lukasz Kieloch, Heiko Nossek, Steffen Dierolf , Florian Müller, Moritz Oeler, Michael Müller, Miloslav Aleksic, Boris Schulmann, Bastian Lehmann, Marcel Schuhmann - Trainer: András Fehér |

## Relegationsrunde

### 1. Runde
Modus: Best-of-Three
Termine: 24. Juni 2006 (1. Spiel) und 1. Juli / 8. Juli 2006 (2. Spiel)
Die erstgenannte Mannschaft hatte nur im 1. Spiel Heimrecht.
| Paarung              | Paarung | Paarung                  | 1.    | 2.    | 3.  |
| -------------------- | ------- | ------------------------ | ----- | ----- | --- |
| SC Rote Erde Hamm ** | –       | SV Krefeld 72            | 08:11 | 07:15 | ––– |
| SV Blau-Weiß Bochum  | –       | Freie Schwimmer Hannover | 9:7   | 11:10 | ––– |

 Absteiger in die 2. Wasserball-Liga 
  Krefeld und Bochum qualifiziert für die Deutsche Wasserball-Liga 2006/07. 
 (**) Rote Erde Hamm zog seine Mannschaft aus der Deutschen Wasserball-Liga nach der 1. Runde der Relegationsrunde wegen finanziellen Gründen zurück.

### 2. Runde
Turnier in Brandenburg an der Havel im Marienbad.

#### Spiele
| Paarung                | Paarung | Paarung                  | Ergebnis |
| ---------------------- | ------- | ------------------------ | -------- |
| Samstag: 15. Juli 2006 |         |                          |          |
| ASC Brandenburg        | –       | Hellas 1899 Hildesheim   | 12:80    |
| SV Brambauer           | –       | Freie Schwimmer Hannover | 09:12    |
| Hellas 1899 Hildesheim | –       | Freie Schwimmer Hannover | 11:10    |
| ASC Brandenburg        | –       | SV Brambauer             | 11:10    |
| Sonntag: 16. Juli 2006 |         |                          |          |
| Hellas 1899 Hildesheim | –       | SV Brambauer             | 10:90    |
| ASC Brandenburg        | –       | Freie Schwimmer Hannover | 09:12    |

#### Abschlusstabelle
| Pl. | Verein                     | Sp. | S | U | N | Tore    | Diff. | Punkte |
| --- | -------------------------- | --- | - | - | - | ------- | ----- | ------ |
| 1.  | Freie Schwimmer Hannover   | 3   | 2 | 0 | 1 | 034:290 | +5    | 04:20  |
| 2.  | ASC Brandenburg            | 3   | 2 | 0 | 1 | 032:300 | +2    | 04:20  |
| 3.  | Hellas 1899 Hildesheim *** | 3   | 2 | 0 | 1 | 029:310 | −2    | 04:20  |
| 4.  | SV Brambauer               | 3   | 0 | 0 | 3 | 028:330 | −5    | 0:60   |

 Hannover, Brandenburg und Hildesheim qualifiziert für die Deutsche Wasserball-Liga 2006/07. 
 (***) Hildesheim nahm den Platz vom Meister SV Cannstatt ein, der sich aus der Bundesliga zurückzog.